# 邢洺路
邢洺路，元朝的路。
原为洺州，元太宗八年（1236年）置邢洺路，治所在永年县（今河北省邯郸市永年区东南）。辖境相当今河北省武安、邯郸、永年、曲周、肥乡、广平、成安等县市地。元宪宗二年（1252年）改名洺磁路。